# Marcin Gugulski
Marcin Norbert Gugulski (ur. 25 sierpnia 1958 w Warszawie) – polski dziennikarz i polityk, w latach 1991–1992 rzecznik prasowy rządu Jana Olszewskiego.

## Życiorys
W okresie PRL związany z działalnością „Gromady Włóczęgów” 1 Warszawskiej Drużyny Harcerskiej im. Romualda Traugutta „Czarna Jedynka”, funkcjonującej przy VI Liceum Ogólnokształcącym im. Tadeusza Reytana w Warszawie. Egzamin maturalny zdał w w XLII Liceum Ogólnokształcącym im. Marii Konopnickiej w Warszawie. Od sierpnia 1976 angażował się w pomoc ofiarom represji po protestach w Radomiu i Ursusie z czerwca tego samego roku. Współpracownik Komitetem Obrony Robotników, a następnie Komitetu Samoobrony Społecznej „KOR”. Od listopada 1976 był rozpracowywany przez funkcjonariuszy SB. Od 1977 związany z podziemnym wydawnictwem Głos, był jednym z redaktorów niezależnego czasopisma „Głos” oraz czasopism NSZZ „Solidarność”, takich jak „Wiadomości Dnia” (1981) i „Wiadomości” (1982–1990).
Ukończył cztery lata studiów na Wydziale Matematyki, Informatyki i Mechaniki Uniwersytetu Warszawskiego. W 1980 współtworzył i do 1981 działał w Niezależnym Zrzeszeniu Studentów na UW, w 1981 został wybrany do Krajowej Komisji Koordynacyjnej NZS.
Po przemianach politycznych z 1989 pracownik wydawnictw oraz dziennikarz, pracował lub współpracował z takimi czasopismami jak: „Gazeta Polska”, „Głos”, „Dziennik Polski i Dziennik Żołnierza”, „ Ład” i inne. Od 27 grudnia 1991 do 31 maja 1992 był rzecznikiem prasowym rządu Jana Olszewskiego w randze podsekretarza stanu w URM. W opinii Antoniego Dudka jako rzecznik rządu unikał kontaktów z dziennikarzami. W kadencji 2005–2008 był członkiem Zarządu Głównego Stowarzyszenia Dziennikarzy Polskich.
Współpracownik Antoniego Macierewicza, należał do inicjowanych lub współtworzonych przez niego ugrupowań (ZChN, Akcja Polska, RdR, ROP, RKN i RP). W 2007 powołany przez prezydenta RP Lecha Kaczyńskiego w skład Komisji Weryfikacyjnej ds. byłych pracowników i żołnierzy Wojskowych Służb Informacyjnych. Zatrudniony w latach 2006–2010 w Służbie Kontrwywiadu Wojskowego, następnie w biurze poselskim Antoniego Macierewicza i centrali Prawa i Sprawiedliwości, do której to partii wstąpił w 2014. Od 2010 doradca powołanego przez parlamentarzystów PiS zespołu parlamentarnego ds. zbadania przyczyn katastrofy Tu-154M w Smoleńsku. W 2016 został członkiem Podkomisji ds. Ponownego Zbadania Wypadku Lotniczego (katastrofy Tu-154M w Smoleńsku), powołanej przy Komisji Badania Wypadków Lotniczych Lotnictwa Państwowego przez ministra obrony narodowej Antoniego Macierewicza.
W wyborach samorządowych w 1998 bezskutecznie kandydował do rady powiatu warszawskiego z listy Akcji Wyborczej Solidarność. W wyborach samorządowych w 2010 i w 2014 wybierany do Rady Dzielnicy Mokotów. Objął funkcję wiceprzewodniczącego Klubu Radnych Prawa i Sprawiedliwości. W 2015 bezskutecznie ubiegał się o mandat poselski w okręgu warszawskim.
Autor książki Moje ulubione książki o Warszawie (2022, wyd. Fundacja Archiwum Jana Olszewskiego) oraz opracowania zbioru felietonów Piotra Zakrzewskiego Kroniki Podziomka 1984–2009 (2025, wyd. LTW). Część jego tekstów opublikowanych w drugim obiegu włączono do antologii Głos niepodległości: wybór publicystyki środowiska czasopisma „Głos” 1977–1989 (2016, wyd. Biały Kruk).

## Życie prywatne
Jest synem Ireneusza Gugulskiego, siostrzeńcem Szczepana Bauma, mężem  Katarzyny Chmiel-Gugulskiej oraz bratem Zofii Staneckiej.

## Odznaczenia
Postanowieniami prezydenta RP Andrzeja Dudy został odznaczony Krzyżem Wolności i Solidarności (2017) oraz Krzyżem Komandorskim Orderu Odrodzenia Polski (2018). W 2007 prezydent RP Lech Kaczyński nadał mu Złoty Krzyż Zasługi. W 1999 wyróżniony odznaką „Zasłużony Działacz Kultury”.